# Embajador en el infierno
Embajador en el infierno. Memorias del capitán Palacios (once años de cautiverio en Rusia) es una novela histórica del escritor español Torcuato Luca de Tena. Desarrolla de la historia del cautiverio del capitán de la División Azul Teodoro Palacios Cueto en la URSS después de haber sido hecho prisionero durante la Segunda Guerra Mundial, hasta su liberación después de la muerte de Stalin.

## Argumento
Sin concesiones a la imaginación, Luca de Tena narra a modo de reportaje cómo el capitán Palacios fue hecho prisionero el 10 de febrero de 1943 en el sitio de Leningrado, y estuvo encarcelado durante doce años en los campos de concentración de Cherepovéts, Moscú, Súzdal, Oranque, Potma, Jarcof, Borovichi, Reída, Cherbacof y Vorochilgrado. Hasta su regreso en abril de 1954, fue un ejemplo de fidelidad a sus ideales y princípios católicos.

## Película
Sobre esta obra se realizó en 1956 una película, Embajadores en el infierno, dirigida por José María Forqué e interpretada por Antonio Vilar, Rubén Rojo y Luis Peña.

## Última edición
- Embajador en el infierno: memorias del capitán Palacios, Homo Legens, Madrid, 2006, ISBN 84 934595-7-7.